# Atysilla corrosa
Atysilla corrosa är en skalbaggsart som beskrevs av Hermann Burmeister 1855. Atysilla corrosa ingår i släktet Atysilla och familjen Melolonthidae. Inga underarter finns listade.